# Club de Gimnasia y Esgrima La Plata (baloncesto)
El Club de Gimnasia y Esgrima La Plata es un club de polideportivo argentino de la ciudad de La Plata, en Provincia de Buenos Aires. Fue fundado en 1887 y su equipo de básquet juega en el La Liga Argentina, segunda división nacional. También cuenta con un equipo en la liga de la Asociación Platense de Básquetbol.
Su estadio es el Polideportivo Víctor Nethol, el cual se encuentra en el mismo lugar que la sede social. Está ubicado en calle 4 entre las calles 51 y 53 de la ciudad de La Plata y tiene capacidad para 3000 espectadores.

## Historia

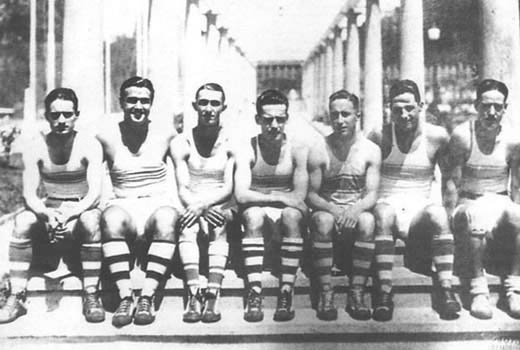
Primer equipo de baloncesto de 1924 en la glorieta del Estadio del Bosque

El baloncesto (o básquetbol) se empezó a practicar en el club de Gimnasia y Esgrima La Plata en la década de 1920 y en el año 1924 se construyó una cancha en el predio de 60 y 118. A partir de ese momento, se convertiría en uno de los principales deportes practicados en el club.
En 1931 el equipo mens sana viajó a Uruguay para representar a la Argentina en un torneo internacional jugado en Montevideo.

### Gira europea (1970-1971)
El equipo de Gimnasia se dio el gusto de realizar una gira por Europa entre diciembre de 1970 y enero de 1971. Fue el undécimo equipo de basquetbol argentino en realizar una gira por el "viejo mundo". Este equipo estaba integrado por: Marcelo Arnal, Eduardo "Tato" Bava, Orlando "Chungo" Butta, Ernesto Gehrmann, Santos Melluso, Adolfo "Gurí" Perazzo, Carlos Ratier, Carlos Alberto "Gallego" González, el mendocino Jorge Becerra, el santiagueño Gustavo Chazarreta y el bonaerense Carlos Pellandini. El director técnico era Miguel Ángel Ripullone.
Durante ésta, Gimnasia participó del Torneo de Navidad del Real Madrid (siendo uno de los seis equipos argentinos que alguna vez participaron en esta), el cual consistía en un cuadrangular. En este torneo resultó tercero, habiendo ganado frente a la Selección de Puerto Rico (finalizó último) por 87-82 y perdiendo contra el Real Madrid (campeón) por 83-64 y el Club Joventut de Badalona (segundo) por 78-76.
Luego también se enfrentaron contra el Santander de España y el Asti de Italia, además de realizar prácticas a puertas cerradas con el Napoli de Italia.

### En lo más alto (1976-1979)
Tras dos subcampeonatos seguidos en 1976 y 1977, el equipo de baloncesto de Gimnasia y Esgrima la Plata alcanzó su punto máximo durante las campañas de 1978 y 1979. El primer título que obtuvo fue en 1978 al vencer en el estadio de Ferrocarril Oeste a Obras Sanitarias por 72 a 67 el título Metropolitano. Fueron baloncestista en este período Carlos Alberto «el gallego» González, «Finito» Gehrmann, Peinado, y estadounidenses como Michael Thomas Jackson, Lawrence Jackson Jr y el base Clarence Edgar Metcalfe, quien era el líder del equipo y salió elegido como el mejor baloncestista de la liga en 1979. Un año más tarde Gimnasia y Esgrima vuelve a obtener el torneo, coronándose campeón del Metropolitano 1979, nuevamente ante Obras Sanitarias, esta vez por 92 a 84.

### Torneo Nacional de Ascenso (1994-2001)
Gimnasia logra ascender al Torneo Nacional de Ascenso (TNA) en la temporada 1993-1994. En la temporada siguiente, su primera temporada en el TNA, se ubica en el sexto puesto entre 16 equipos, contando entre sus filas a jugadores recordados como el "Pájaro" Marina y el "Loco" Muñoz.
En la temporada de 1996-97, peligro su permanencia en el TNA debiendo disputar una serie de cinco partidos por el descenso ante Atlético Echagüe Club de Paraná. Tras estos encuentros Gimnasia pudo mantener la categoría.
Una de sus mejores actuaciones en el TNA se dio en la temporada 1999-2000. El equipo de Gimnasia, que era dirigido en ese entonces por Adrián Gómez llegó a la final del TNA, la cual disputó contra Belgrano de Tucumán. Gimnasia perdió la serie final por 3 a 2 y dejó pasar la oportunidad de ascender a la Liga Nacional.
Para la siguiente temporada, el club contrata al director técnico Gonzalo García y bajo su conducción logra el ascenso a la Liga Nacional. Este equipo contaba con figuras como Fabián Horvath, Walter Storani, Javier Bulfoni, Roberto López y el extranjero Pop Thorton. La serie final la disputó contra Regatas de Corrientes, y terminó con un resultado a favor del lobo de 3 a 1.

### Liga Nacional (2001-2005)
Gimnasia y Esgrima empieza a participar en la Liga Nacional (máxima categoría del basquetbol argentino) en la temporada 2001-2002. El equipo iba creciendo en la Liga Nacional de Básquet en la temporada 2003-2004, donde salió segundo tras caer en la final con Boca Juniors por 4-2.
 Formaban parte de este equipo que logró el subcampeonato: Oprandi, Roberto "el bebe" López, Ceruti, entre otros. En esta temporada Roberto López fue elegido mejor jugador de la Liga Nacional de Básquetbol. También este subcampeonato le permitió a Gimnasia participar de la Liga Sudamericana.

### La vuelta al TNA (2005-presente)
En la temporada 2004-2005 fue relegado al TNA (Torneo Nacional de Ascenso), por decisión de sus autoridades encabezadas por el entonces presidente del club Juan José Muñoz, quienes decidieron quitarle gran parte del presupuesto, lo que ocasionó que se perdieran a las figuras principales del equipo que había obtenido el subcampeonato. Actualmente el equipo de primera de Gimnasia milita en el TNA, segunda división.

## Uniforme

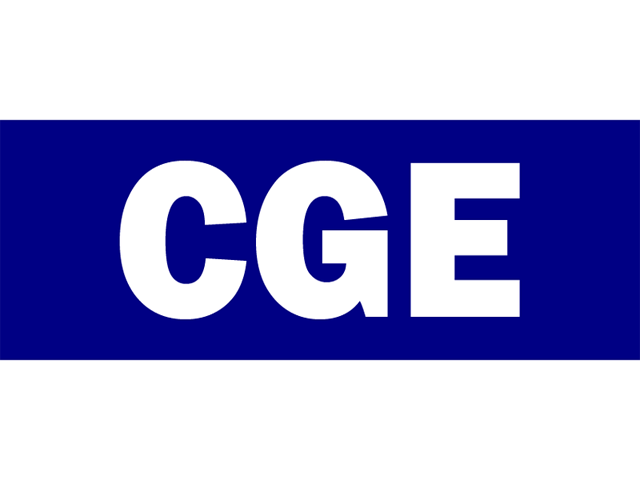
Los colores de C.G.E.

El uniforme titular de Gimnasia y Esgrima toma como base los colores del escudo del club, los cuales fueron establecidos en el estatuto social del mismo.
- Primer uniforme: blanco con detalles en azul marino
- Segundo uniforme: azul marino con detalles en blanco

## Estadio

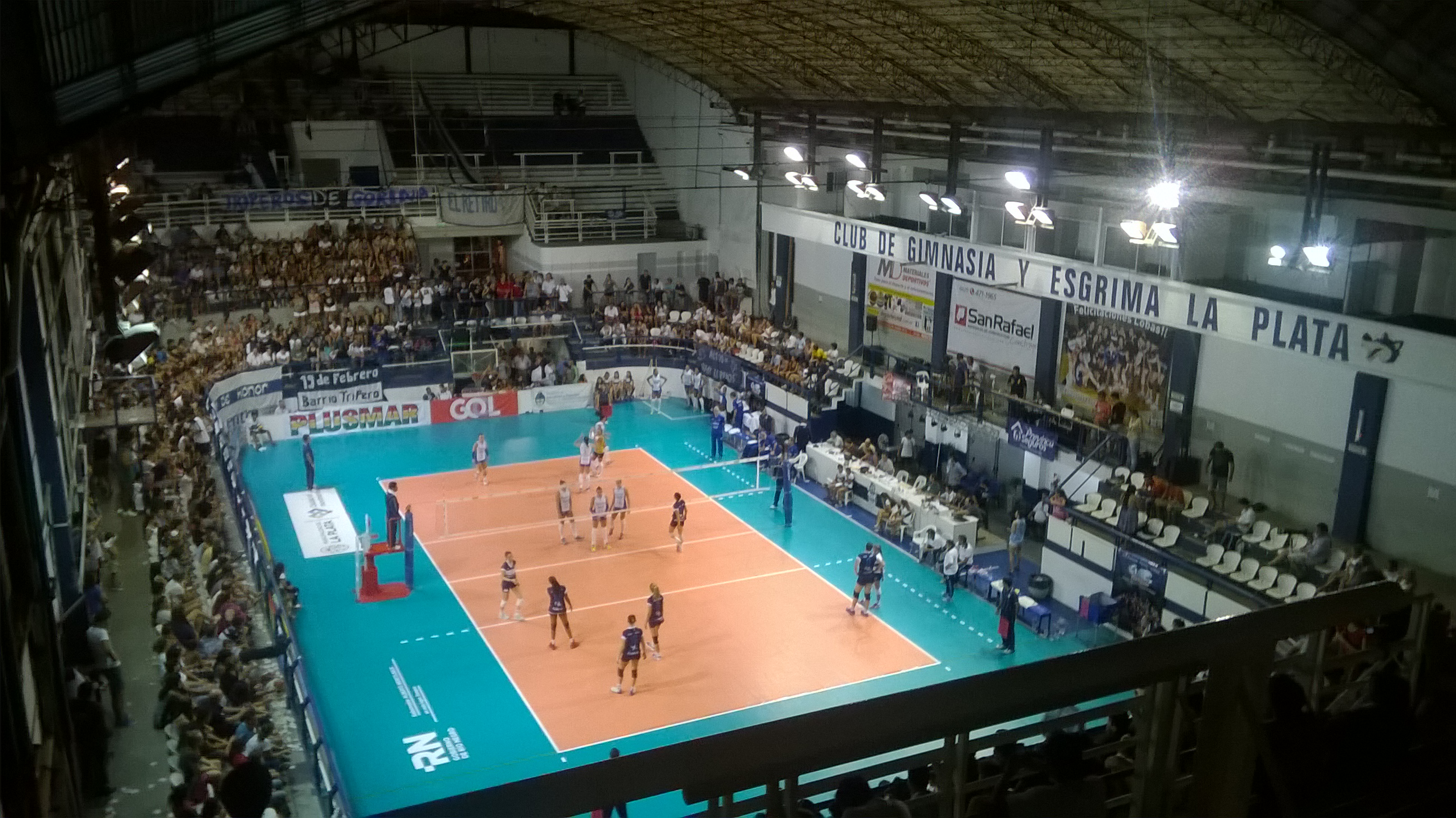
El poli en un partido de voleibol.

Gimnasia hace las veces de local en el Polideportivo Víctor Nethol, con capacidad para 3000 espectadores, y está ubicado en la misma sede social, calle 4 entre 51 y 53.
- 1924-1937: en sus inicios en este deporte, el club contaba con una sola cancha de básquetbol en el estadio de 60 y 118. Más tarde construiría otra más en el mismo lugar.
- 1937-1978: sede social
- Desde 1978: hace las veces de local en su Polideportivo. Es un pabellón con una capacidad para 3000 espectadores. (Pabellón actual)

## Marcas del club
- Temporadas en la primera división: 6
  - Mejor puesto en la división: subcampeón (2003-04)
- Temporadas en el segunda división: 9
  - Mejor puesto en la división: campeón (2000-01)

## Jugadores destacados

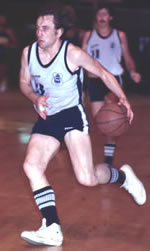
Carlos "El Gallego" González.

| N.º | Posición | Nombre    | Nombre                  | Periodo   |
| --- | -------- | --------- | ----------------------- | --------- |
| 1   | XX       | Argentino | Carlos Alberto González | XXXX-XXXX |
| 2   | XX       | Argentino | Ernesto Gehrmann        | 1964-1979 |
| 3   | XX       | Argentino | Roberto López           | 1998-2004 |
| 4   | XX       | Argentino | Carlos Bejarano         | XXXX-XXXX |
| 5   | XX       | Argentino | Mariano Cerutti         | 2003-2004 |

## Entrenadores destacados
| Nombre    | Nombre                 | Periodo   |
| --------- | ---------------------- | --------- |
| Argentino | Miguel Ángel Ripullone | 1965-1973 |
| Argentino | José Ripullone         | XXXX-XXXX |
| Argentino | Gonzalo García         | 2000-2004 |
| Argentino | Cesar Adriani          | 2005-2016 |

## Palmarés
- Liga de la Federación de Capital Federal (5): 1937, 1978, 1979, 1984 y 1985.
- Campeonato Argentino de Clubes (2): 1979 y 1980
- Liga de la Asociación Platense de Básquetbol (13): 1958, 1961, 1962, 1963, 1965, 1966, 1967, 1968, 1969, 1970, 1971, 1972 y 1973.
- Torneo Nacional de Ascenso (1): 2000-01.
- Copa "Ismael Genaro Cerisola" (1): 1996[10]
- Subcampeón de la Liga Nacional de Básquet (1): 2003-04